# Поток (Люблінське воєводство)
Поток (пол. Potok) — село в Польщі, у гміні Рики Рицького повіту Люблінського воєводства.
Населення — 127 осіб (2011).
У 1975-1998 роках село належало до Люблінського воєводства.

## Демографія
Демографічна структура станом на 31 березня 2011 року:
|          | Загалом | Допрацездатний вік | Працездатний вік | Постпрацездатний вік |
| -------- | ------- | ------------------ | ---------------- | -------------------- |
| Чоловіки | 62      | 18                 | 40               | 4                    |
| Жінки    | 65      | 11                 | 39               | 15                   |
| Разом    | 127     | 29                 | 79               | 19                   |